# Philips NMS 9100
Il Philips NMS 9100 (noto anche come Philips P3105) è un personal computer IBM compatibile con microprocessore Intel 8088-2 e frequenza selezionabile tra 4,77 e 8,0 MHz tramite comando MS-DOS.
Entrato in commercio nel 1987 circa, veniva fornito di base con un floppy disk drive interno da 512kB, e opzionalmente con un secondo lettore floppy o con un disco rigido interno da 20 MB; il prezzo senza monitor era di 1.200.000-2.200.000 lire.
La scheda grafica di base è la CGA (Colour Graphics Adapter) a quattro colori, ma era disponibile anche un'altra versione con una scheda grafica molto costosa (circa altri due milioni di lire) chiamata EGA (Enhanced Graphics Adapter) a sedici colori.
Il PC veniva venduto in configurazione minima con 512KB RAM ma era espandibile fino a 768KB.
Il modello successivo, il Philips NMS 9100 AT 286 (noto anche come Philips P3204), montava un microprocessore Intel 80286.
Veniva fornito di Philips DOS 3.21 in lingua italiana, ossia un MS-DOS 3.20 personalizzato dalla Philips, e di un interprete GW-BASIC sempre della Philips con risposte ai messaggi di errore in lingua italiana.  Le dotazioni software più comprendevano una versione DOS della GUI Philips EASE.
Era anche disponibile un'altra versione, del settembre 1988, che monta anziché un drive interno da 5" un drive interno da 3" con floppy di capacità di 720KB; il prezzo cresceva di circa 800.000 lire. Nel dicembre del 1988 la Philips annunciò che era disponibile anche un'unità drive interna da 5" da 1,2 MB e un'unità drive interna 3" da 1,44 MB; il prezzo, sia dell'unità 1,2 MB che dell'unità 1,44, era di un milione di lire.
Nel settembre del 1988 inoltre sempre la Philips mise in commercio un lettore CD-ROM 1x esterno seriale con il prezzo che oscillava sui 1.500.000 lire.